# Jean-Marie Le Jeune
Pour les articles homonymes, voir Le Jeune.
Jean-Marie Le Jeune, né le 12 avril 1855 à Pleyber-Christ en Bretagne et mort le 21 novembre 1930 à New Westminster en Colombie-Britannique, est un prêtre catholique canadien d'origine française, linguiste, auteur et éditeur de journaux.

## Biographie
En 1873, Jean-Marie Le Jeune entre comme séminariste chez les Oblats de Marie-Immaculée de Nancy en France. Il prononce ses vœux le 12 décembre 1875. Il se porte volontaire pour le service missionnaire et en 1879 et est envoyé au Canada, dans la petite cité de New Westminster en Colombie-Britannique. Sous la supervision de l'évêque Pierre-Paul Durieu, Le Jeune étudie le langage Chinook, un pidgin mélangeant les langues chinooks, le Nootkas, le français et l'anglais. Il s'installe dans le Canyon du Fraser, où il apprend les langues natives, puis à la mission de Sainte-Marie située dans la vallée du Fraser.
Par la suite, Jean-Marie Le Jeune voyage à travers la région Kamloops pour convertir les communautés autochtones. En 1891, il devient recteur de l'église Saint-Joseph sur la réserve amérindienne de Kamloops et en 1893 il est nommé supérieur de la mission de Saint-Louis, un poste dont il assume la charge jusqu'en 1929.
De son propre aveu, Jean-Marie Le Jeune parle plus de vingt langues indigènes. En 1890, il adapte la sténographie Émile Duployé pour le langage chinook. Le système est largement adopté au sein de la communauté autochtone. En 1891 il lance un journal écrit en anglais et en chinook appelé le Kamloops Wawa.
Jean-Marie Le Jeune écrit un certain nombre d'ouvrages sur les langues indigènes comme Le vocabulaire pratique chinook (1886), Prières dans la langue de l'Okanagan (1893), Manuel Polyglotte de prières (1896), et Rudiments de Chinook (1924).
Jean-Marie Le Jeune meurt en 1930 à New Westminster à l'âge de 75 ans et est enterré à la mission. Le Lac Le Jeune, dans le district régional de Thompson-Nicola, porte son nom.